# Acanthoptura spinipennis
Acanthoptura spinipennis är en skalbaggsart som beskrevs av Leon Fairmaire 1894. Acanthoptura spinipennis ingår i släktet Acanthoptura och familjen långhorningar.
Artens utbredningsområde är Tibet. Inga underarter finns listade i Catalogue of Life.